# シネマモード
シネマモード（英文名称：Cinema Mode）は、広島県福山市伏見町4-33にある映画館。経営者は株式会社フューレック。
シネマモード1・2の前身は1987年（昭和62年）に開館したミラノ座2・3。現在は、同市伏見町の福山駅前ピカデリー劇場2スクリーンが福山駅前シネマモードに改称し営業を続けている。

## 沿革
- 1947年（昭和22年）：ピカデリー劇場の前身となる映画館の日米館が開業。
- 1967年（昭和42年）：日米館跡地に藤本ビルディングを建設し、同ビル内に「ピカデリー劇場」「日米劇場」が入居し再オープン（後にピカデリー劇場1・2に統一される）。
- 2000年（平成12年）：福山市昭和町のグリーン劇場を「シネマモード」としてリニューアルオープン。
- 2007年（平成19年）11月：ピカデリー劇場1・2をリニューアル[1]。
- 2008年（平成20年）1月26日：福山市笠岡町のシネフク大黒座内にミラノ座2を「シネマモード1」、ミラノ座3を「シネマモード2」と改称の上でリニューアルオープン。なお、前述の旧シネマモードはレンタル&多目的スペースの「シネマモード・アネックス」としてリニューアルしている[2]。
- 2013年（平成25年）
  - 4月20日：笠岡町のシネフク大黒座、ミラノ座、シネマモード1・2が「シネフク大黒座」に名称統一。これに伴いピカデリー劇場は「福山駅前シネマモード」に改称。ミニシアター系へと転換する[3]。

## 舞台挨拶
- 2010年（平成22年）
  - 6月5日：『聖家族〜大和路』上映時の舞台挨拶で、出演した堀ちえみと岩田さゆり、監督の秋原正俊がピカデリー劇場を訪れる[4]。
  - 7月3日：『劇場版ブレイク ブレイド 第二章 訣別ノ路』上映を記念して、同作の羽原信義監督（福山市出身）と大河原健プロデューサーがピカデリー劇場2で舞台挨拶を行う[5]。
- 2011年（平成23年）10月1日：『七つまでは神のうち』上映時の舞台挨拶で日南響子がピカデリー劇場を訪れる[6]。
- 2013年（平成25年）
  - 9月14日 - 9月20日：大根仁監督作『恋の渦』が駅前シネマモードで上映され、出演した女優の國武綾（福山市出身）が14日と20日、大根監督が20日に舞台挨拶を行った[7]。なお、國武は翌年の6月14日にもシネマモードを訪れており、この時は出演した『アイドル・イズ・デッド -ノンちゃんのプロパガンダ大戦争-』『サッドティー』の2作品が上映されている[8]。
- 2014年（平成26年）
  - 2月8日：駅前シネマモードにて井浦新主演の『ジ、エクストリーム、スキヤキ』『かぞくのくに』『11・25自決の日 三島由紀夫と若者たち』の3作品が上映され、井浦本人も舞台挨拶で登壇した[9]。
- 2015年（平成27年）
  - 1月12日：同月10日から上映していた『百円の恋』の舞台挨拶で安藤サクラと武正晴監督が来館[10]。ちなみに同月24日に『0.5ミリ』がシネマモードで上映された時は、安藤の実父である奥田瑛二が舞台挨拶を行っている[11]。
  - 10月31日：前年に閉館したシネフク大黒座で撮影された映画『シネマの天使』が駅前シネマモードで封切。同月29日に行われた先行上映会では、同作の時川英之監督と、出演した藤原令子と國武綾が舞台挨拶を行っている[12]。
- 2016年（平成28年）
  - 9月25日：『ハイヒール革命!』の舞台挨拶で、主演の真境名ナツキと監督の古波津陽が来館[13]。
- 2017年（平成29年）
  - 3月11日：福山市出身の杉原杏璃原作・主演による『…and LOVE』が福山映画祭のプログラムとして上映され、杉原本人が舞台挨拶で来館[14]。

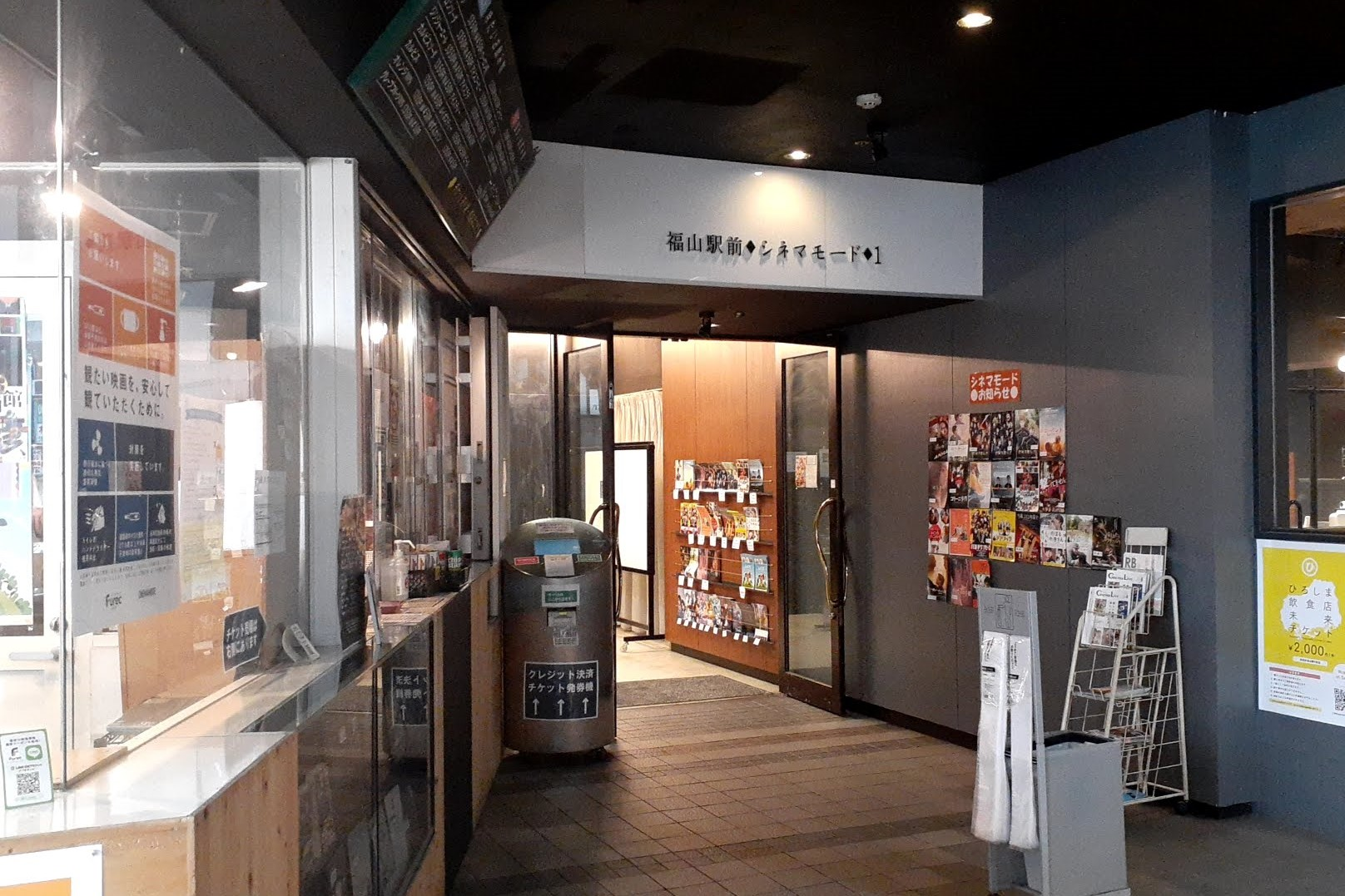
チケットカウンター
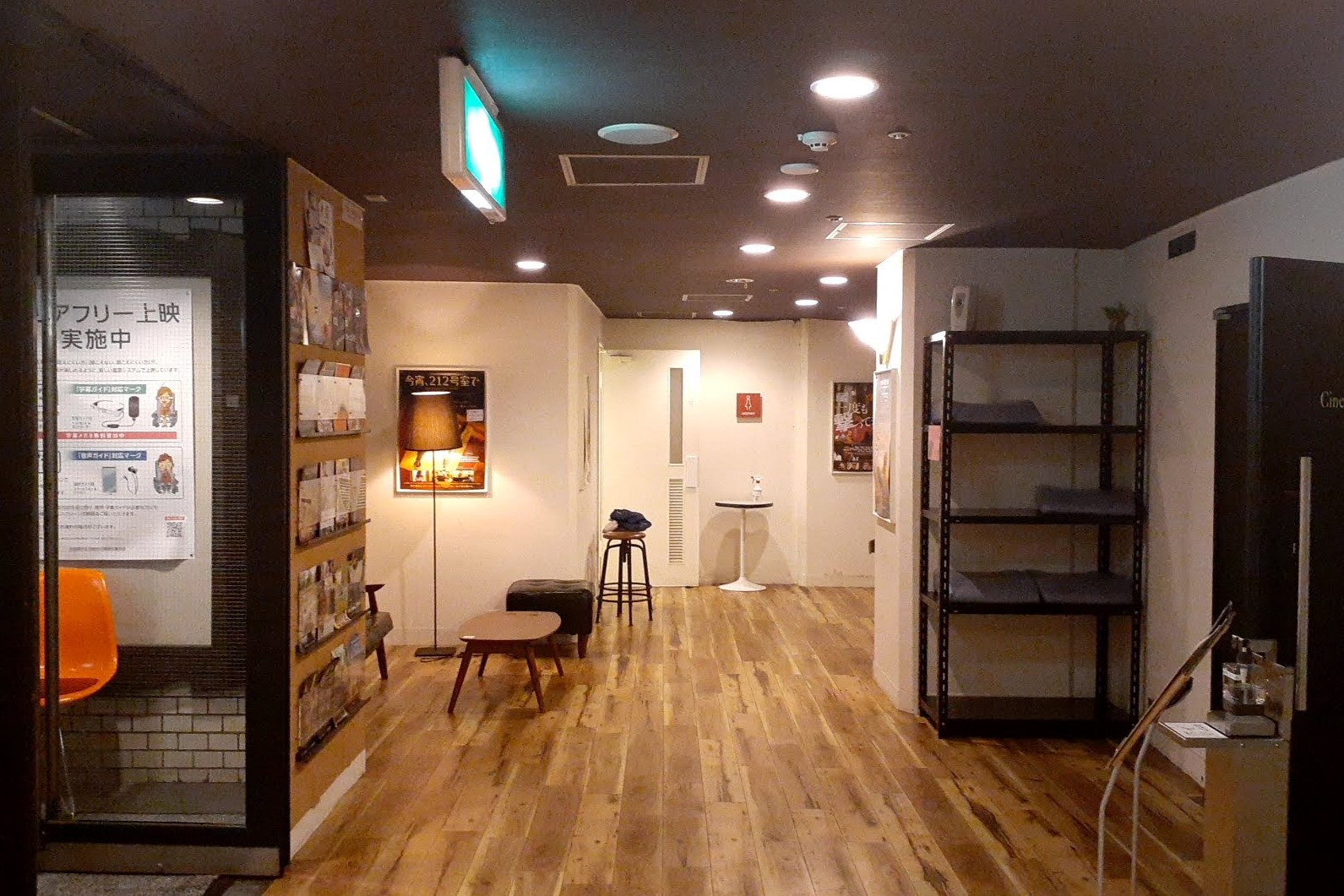
ロビー
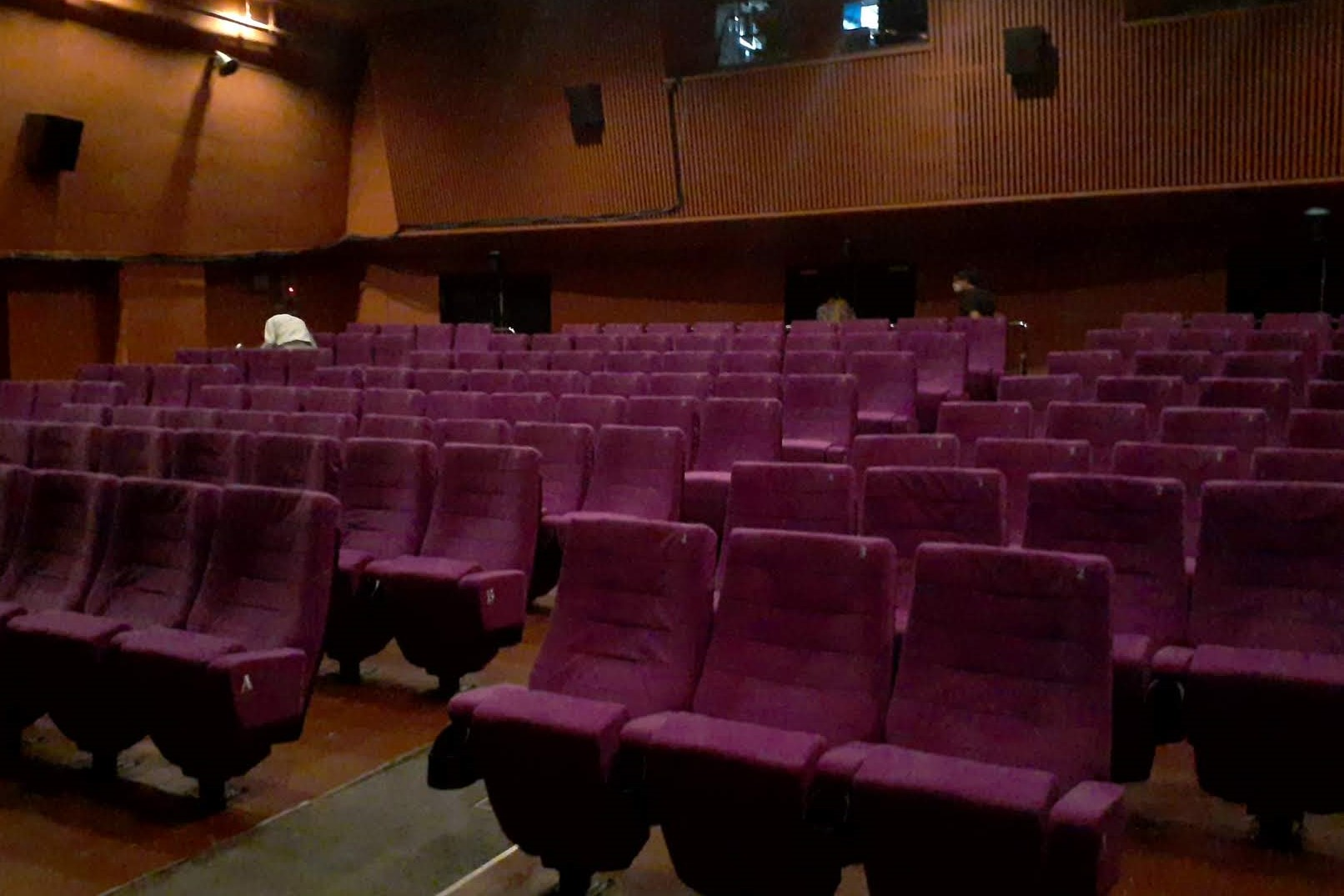
ホール
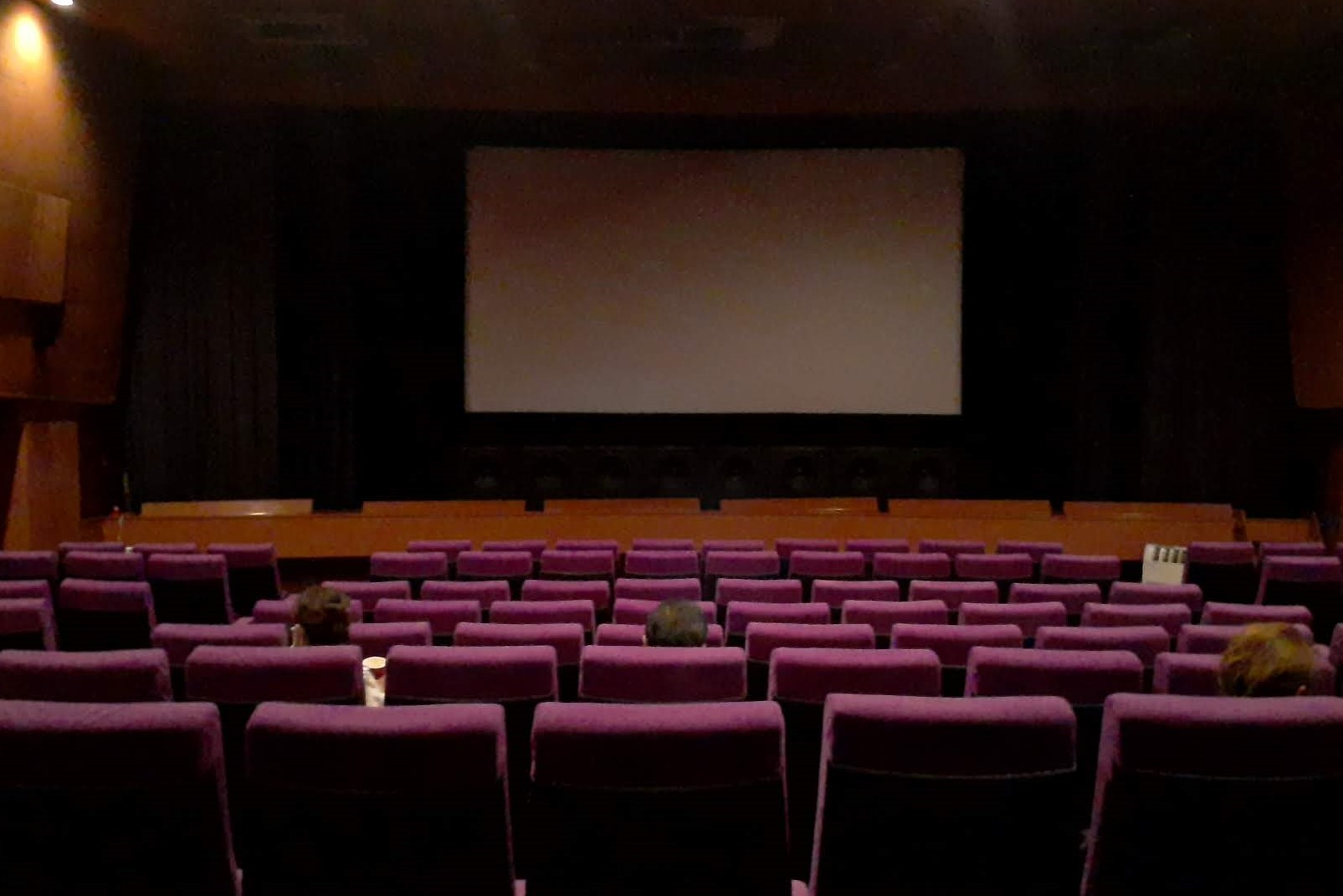
ホール

## データ

### 福山駅前シネマモード
- 住所：広島県福山市伏見町4番33号
- スクリーン数：2
- 座席数
  - シネマモード1（旧ピカデリー劇場1）：200席
  - シネマモード2（旧ピカデリー劇場2）：134席
- 支配人：吉國由美子（2008年 - [1]）

### シネマモード・アネックス
- 住所：広島県福山市昭和町8番8号
- スクリーン数：1
- 座席数：167席